# Герберт Робінсон
Герберт Крістофер Робінсон (англ. Herbert Christopher Robinson, 4 листопада 1874 — 20 травня 1929) — британський зоолог і орнітолог. Він відомий передусім тим, що поклав початок фундаментальній орнітологічній праці «Птахи Малайського півострова».

## Біографія
Герберт Робінсон народився в Ліверпулі, у великій родині, в якій було кілька юристів та вчених. Він отримав освіту в Коледжі Мальборо і отримав стипендію для навчання у Королівській Гірничій Школі, однак покинув навчання через хворобу легенів. Деякий час Герберт прожив на курорті в Давосі. Потім він вступив до оксфордського Нью-Коледжа, однак покитнув його в 1896 році. Спроба зібрати експедицію до Нової Гвінеї не увінчалась успіхом з причин хвороби. 
Робінсон почав працювати в Ліверпульському Музеї разом з Генрі Оггом Форбсом, а згодом відвідав Федеративні Малайські Штати, де пізніше став директором музеїв. В 1901-1902 роках він, разом з Нельсоном Анандейлом очолив експедицію до Пераку та до Сіамських Малайських держав. Там Робінсон написав працю про жуків родини Cicindelinae. Він був куратором Селангорського Музею в Куала-Лумпурі в 1903-1926 роках, а в 1906 році став директором з рибного господарства. В 1905 році він очолив експедицію на гору Тахан, тим самим ставши першим європейцем, що досяг цієї вершини.
Робінсон покинув державну службу в 1926 році, і почав готувати фундаментальну працю про птахів Малайського півострова. Він встиг підготувати перші два томи і більшу частину третього, перш ніж помер в будинку престарілих в Оксфорді після тривалої хвороби. «Птахи Малайського півострова» (англ. The Birds of the Malay Peninsula), праця в п'яти томах, була повністю опублікована в 1975 році. До її створення доклався, зокрема, відомий орнітолог Фредерік Наттер Чейзен.

## Вшанування
На честь Герберта Робінсона була названа низка видів рукокрилих, зокрема Nyctimene robinsoni, ящірки Malayodracon robinsonii і Tropidophorus robinsoni та птах Myophonus robinsoni.

## Публікації
- Herbert Christopher Robinson, Cecil Boden Kloss: Nine new oriental birds. In: Journal of the Federated Malay States Museums. Bd. 10, Nr. 3, 1921, S. 203–206 (online ; Stand: 2017-03-17).
- Herbert Christopher Robinson, Cecil Boden Kloss: On Birds from South Annan and Cochin China. In: The Ibis. Bd. 1, Nr. 22, 1911, S. 392–453 (online ; Stand: 2017-03-17).